# Heracles Almelo in het seizoen 1999/00
Het seizoen 1999/2000 was het 46e jaar in het bestaan van de Almelose voetbalclub Heracles Almelo. De club kwam uit in de Nederlandse Eerste divisie en eindigde daarin op de zevende plaats, dit betekende dat de club zich plaatste voor de nacompetitie voor promotie. Na zes wedstrijden werd de groep als vierde afgesloten. Tevens deed de club mee aan het toernooi om de KNVB Beker, hierin werd in de derde ronde verloren van AZ (0–2).

## Wedstrijdstatistieken

### Eerste divisie
|       | ADO Den Haag | Dordrecht '90 | Eindhoven | Emmen | Excelsior | Go Ahead Eagles | FC Groningen | HFC Haarlem | Helmond Sport | NAC   | RBC Roosendaal | Telstar | TOP Oss | BV Veendam | FC Volendam | VVV   | FC Zwolle |
| ----- | ------------ | ------------- | --------- | ----- | --------- | --------------- | ------------ | ----------- | ------------- | ----- | -------------- | ------- | ------- | ---------- | ----------- | ----- | --------- |
| Thuis | 2 – 0        | 1 – 1         | 0 – 0     | 2 – 0 | 1 – 3     | 1 – 0           | 1 – 0        | 2 – 0       | 2 – 3         | 4 – 3 | 0 – 1          | 2 – 1   | 2 – 0   | 3 – 1      | 3 – 0       | 1 – 1 | 1 – 1     |
| Uit   | 2 – 1        | 0 – 0         | 1 – 0     | 3 – 1 | 1 – 2     | 3 – 1           | 1 – 0        | 2 – 2       | 1 – 1         | 2 – 0 | 2 – 2          | 0 – 2   | 4 – 0   | 3 – 0      | 1 – 0       | 0 – 1 | 1 – 0     |

### Nacompetitie
| Speelronde 1                               | Heracles Almelo                                                                     | 1 – 1 (0 – 0) | Emmen                                                                     |
| 17 mei 2000 Plaats: Almelo Polman Stadion  | Rik Platvoet 71'                                                                    |               | 70' Michel van Oostrum                                                    |
| Speelronde 2                               | FC Groningen                                                                        | 4 – 2 (2 – 0) | Heracles Almelo                                                           |
| 21 mei 2000 Plaats: Groningen Oosterpark   | Martin Drent 7' Hans Visser 20' Ivar van Dinteren 82' Tony Alberda 86'              |               | 56' Arjan Vermeulen 90' Hendrik van Beelen                                |
| Speelronde 3                               | Heracles Almelo                                                                     | 3 – 1 (3 – 1) | MVV                                                                       |
| 24 mei 2000 Plaats: Almelo Polman Stadion  | Arjan Vermeulen 26' Erwin Looms 38' Rik Platvoet 45'                                |               | 19' Joey Guðjónsson                                                       |
| Speelronde 4                               | MVV                                                                                 | 5 – 1 (1 – 0) | Heracles Almelo                                                           |
| 28 mei 2000 Plaats: Maastricht De Geusselt | Joey Guðjónsson 45', 80' Erik Kortsjagin 63' Rob Nuyts 85' Robert van der Weert 86' |               | 70' Edwin Godee                                                           |
| Speelronde 5                               | Heracles Almelo                                                                     | 2 – 4 (2 – 2) | FC Groningen                                                              |
| 31 mei 2000 Plaats: Almelo Polman Stadion  | Roy van der Mije 3' Edwin Godee 5' (pen.)                                           |               | 6' Tony Alberda 23' Pascal Averdijk 74' Hans Visser 80' Ivar van Dinteren |
| Speelronde 6                               | Emmen                                                                               | 2 – 1 (1 – 0) | Heracles Almelo                                                           |
| 4 juni 2000 Plaats: Emmen Meerdijk         | Michel van Oostrum 18' Berry Hoogeveen 80'                                          |               | 72' Dennis te Braak                                                       |

### KNVB Beker
| Groepsfase                                      | Appingedam                                                 | 0 – 1 (0 – 0) | Heracles            |
| 7 augustus 1999 Plaats: Almelo Polman Stadion   |                                                            |               | 60' Dennis van Dijk |
| Groepsfase                                      | Heracles                                                   | 3 – 0 (2 – 0) | DVS '33             |
| 10 augustus 1999 Plaats: Almelo Polman Stadion  | Dennis van Dijk 30' Mohammed Mouhouti 33' Marnix Smit 53'  |               |                     |
| Groepsfase                                      | FC Groningen                                               | 3 – 0 (1 – 0) | Heracles            |
| 24 augustus 1999 Plaats: Groningen Oosterpark   | Toine Rorije 10' Ivar van Dinteren 87' Pascal Averdijk 89' |               |                     |
| 2e ronde                                        | Heracles                                                   | 3 – 0 (2 – 0) | FC Volendam         |
| 22 september 1999 Plaats: Almelo Polman Stadion | Edwin Godee 31' (pen.) Erwin Looms 44' Roy van de Mije 86' |               |                     |
| 3e ronde                                        | AZ                                                         | 2 – 0 (1 – 0) | Heracles            |
| 28 oktober 1999 Plaats: Alkmaar Alkmaarderhout  | John Bosman 36' Fernando Ricksen 90'                       |               |                     |

## Statistieken Heracles Almelo 1999/2000

### Eindstand Heracles Almelo in de Nederlandse Eerste divisie 1999 / 2000
| Stand | Gespeeld | Gewonnen | Gelijk | Verloren | Punten | Doelpunten voor | Doelpunten tegen |
| ----- | -------- | -------- | ------ | -------- | ------ | --------------- | ---------------- |
| 7e    | 34       | 13       | 8      | 13       | 47     | 41              | 42               |

### Topscorers
| #      | Naam              | Goal |
| ------ | ----------------- | ---- |
| 1.     | Erwin Looms       | 8    |
| 2.     | Robert Demirel    | 5    |
| 3.     | Edwin Godee       | 4    |
| 3.     | Richard Roelofsen | 4    |
| 5.     | Mohammed Mouhouti | 3    |
| 5.     | Job ten Thije     | 3    |
| 7.     | Danny Jörns       | 2    |
| 7.     | Frank Lukassen    | 2    |
| 7.     | Roy van de Mije   | 2    |
| 7.     | Arjan Vermeulen   | 2    |
| 11.    | Dennis te Braak   | 1    |
| 11.    | Dennis van Dijk   | 1    |
| 11.    | René Kolmschot    | 1    |
| 11.    | Mark van Losser   | 1    |
| 11.    | Tom Nieboer       | 1    |
| 11.    | Marnix Smit       | 1    |
| Totaal | Totaal            | 41   |

| #      | Naam               | Goal |
| ------ | ------------------ | ---- |
| 1.     | Edwin Godee        | 2    |
| 1.     | Rik Platvoet       | 2    |
| 1.     | Arjan Vermeulen    | 2    |
| 4.     | Hendrik van Beelen | 1    |
| 4.     | Dennis te Braak    | 1    |
| 4.     | Erwin Looms        | 1    |
| 4.     | Roy van der Mije   | 1    |
| Totaal | Totaal             | 10   |

| #      | Naam              | Goal |
| ------ | ----------------- | ---- |
| 1.     | Dennis van Dijk   | 2    |
| 2.     | Edwin Godee       | 1    |
| 2.     | Erwin Looms       | 1    |
| 2.     | Roy van de Mije   | 1    |
| 2.     | Mohammed Mouhouti | 1    |
| 2.     | Marnix Smit       | 1    |
| Totaal | Totaal            | 7    |